# Orde van Sint-Hermenegildus
De Koninklijke Militaire Orde van Sint Hermanegildo (Spaans: "Real y Militar Orden de San Hermenegildo") werd op 28 november 1814 door de Spaanse Koning Ferdinand VII ingesteld en in 1815 tot een onderscheiding voor langdurige dienst in de Spaanse strijdkrachten gemaakt. Sint Hermanegildo, een Visigotische martelaar uit de zesde eeuw is een patroonheilige van het Spaanse leger. De orde wordt ook aan de officieren van de para-militaire Guardia Civil toegekend.
De orde werd geregeld hervormd. De huidige statuten dateren van 23 juni 2000.

## De orde kent drie graden
- Grootkruis of "Gran Cruz"

Deze voor Generaals-kapitein met veertig jaren diensttijd bestemde onderscheiding wordt aan een breed lint over de rechterschouder gedragen. Op de linkerborst dragen zij een ster.
- Ster der IIe Klasse of "Placa", corresponderend met de rang van een Spaanse Grootofficier[2].

Deze ster wordt voor dertig jaar trouwe dienst toegekend.
- Commandeur of "Encomienda"

Deze voor vlagofficieren met veertig jaren diensttijd bestemde onderscheiding wordt aan een lint om de hals gedragen.
- ridder of "Medalla"

Deze voor officieren met vijfentwintig jaren diensttijd waarvan ten minste tien jaren in een officiersrang, bestemde onderscheiding wordt aan een lint op de linkerborst gedragen. Wanneer met tien jaar na toekenning van het kruis nog in actieve dienst is heeft men recht op een pensioen. Bij militairen die een veldslag wonnen of zich "met roem hadden beladen" werd voor de hierboven genoemde eisen en termijnen dispensatie verleend.

## De versierselen van de orde
- Het kleinood is een wit geëmailleerd gouden kruis pattée met als verhoging een gouden beugelkroon, er zijn ook oudere exemplaren met een eenvoudiger kroon bekend. Het centrale medaillon is lichtblauw en de afbeelding van de te paard gezeten heilige is geheel verguld.

Op de donkerblauwe ring staat in gouden letters "PREMIO A LA CONSTANCIA MILITAR" geschreven.
Bij het ridderkruis zijn de voor-en achterzijde gelijk. Bij de hogere graden heeft de voorzijde tegenwoordig een witte ring met daaromheen een lauwerkrans. Bij deze kruisen is de achterzijde voorzien van een blauwe ring.
- De ster is van goud of zilver of beide en heeft een groen geëmailleerde gouden lauwerkrans rond het medaillon. De ring is wit en daarop staat, net als op het kleinood "PREMIO A LA CONSTANCIA MILITAR" geschreven. Er zijn diverse uitvoeringen bekend. Vaak is het kruis verguld en zijn de stralen in de armen van dat kruis van zilver. Er zijn geen kruisarmen met wit email bekend.

De ster van de Ie Klasse is voorzien van een roodgevoerde gouden beugelkroon die op de bovenste arm van het kruis is gelegd.
De ster van de IIe Klasse is gelijk aan de Ie Klasse maar mist de beugelkroon.
- Het zijden lint is karmijnrood en gewaterd met twee brede witte strepen langs de boorden. Het grootlint van de grootkruisen is vijf vingers breed, dat komt overeen met tien centimeter.

## De plaats van de orde in het Spaanse decoratiestelsel
Spanje heeft veel militaire en civiele onderscheidingen. Binnen dat decoratiestelsel met meer dan dertig orden heeft de Orde van Sint-Hermenegildus een bijzondere plaats omdat de hoge graden van de orde zelden worden toegekend. Als opperbevelhebber van het leger werd het grootkruis geregeld door koning Juan Carlos I gedragen. Zijn opvolger, koning Felipe VI, zet die traditie voort.

## Decoranti
- Agustín Muñoz Grandes, (Grootkruis)